# Spaarkas
In een spaarkas wordt door een bepaalde groep deelnemers periodiek geld gestort, waarmee een spaartegoed wordt opgebouwd dat is bestemd voor toekomstige uitgaven. De spaarkasbeheerder zorgt ervoor dat met het totale spaartegoed een redelijk rendement wordt gemaakt. De meest voorgekomen vormen van een spaarkas zijn de café-spaarkas, de seizoenspaarkas, de werkliedenspaarkas en de verzekeringsspaarkas.

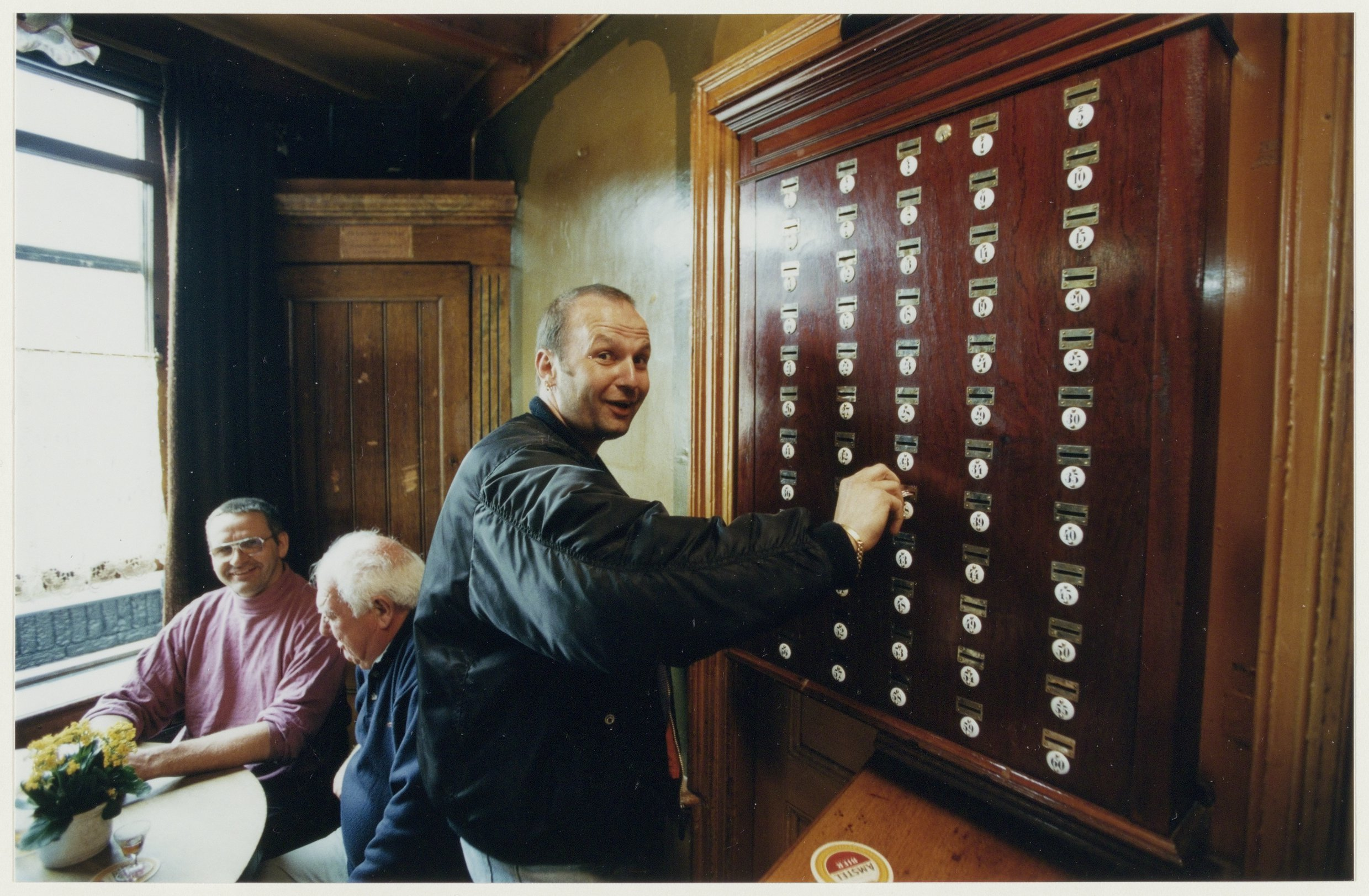
Wandkast in een café in Santpoort-Noord waarin deelnemers geld storten bestemd voor de spaarkas voor de jaarlijkse feestweek.

## Café-spaarkas
Een spaarkas voor een gezamenlijk feest of uitstapje kan iedere groep of vereniging organiseren, maar met name in de zuidelijke Nederlandse provincies en in Vlaanderen zijn er cafés met een wandkast met gleuven, waarin de vaste bezoekers geld kunnen inleggen. De spaarkasbeheerder is de kastelein of een apart aangestelde penningmeester.

## Seizoenspaarkas
Voor veel arbeiders wisselden hun inkomsten met de seizoenen en vooral in de winter hadden velen geen of weinig werk en leden ze armoede. In de 19e eeuw werden in verschillende gemeenten spaarkassen opgericht, waar arbeiders in het gunstige seizoen wekelijks naar vermogen geld konden inleggen. Het geld werd tegen rente uitgezet. In november werden de deelnemers opgeroepen om aan te geven hoe ze het gespaarde terug wilden: in geld of in natura, voornamelijk brandstof en levensmiddelen. Dat laatste had de voorkeur, want de spaarkasbeheerders konden brandstof en levensmiddelen in het groot inkopen tegen een lagere prijs dan de individuele spaarder. Het voornaamste doel van deze spaarkassen was het bestrijden van armoede.

## Werkliedenspaarkas
Tijdens het werken kan er door fouten of nalatigheid schade ontstaan aan andermans goederen. Die schade werd betaald uit de spaarkas zodat de individuele werkman er niet voor opdraaide. De werklieden vulden de spaarkas met een periodieke bijdrage, die vaak niet alleen bestemd was voor materiële schade maar ook voor ondersteuning van werklieden die door ouderdom of lichaamsgebreken hun werk niet meer konden doen. Een dergelijke spaarkas had al kenmerken van een aansprakelijkheidsverzekering en van een arbeidsongeschiktheidsverzekering.

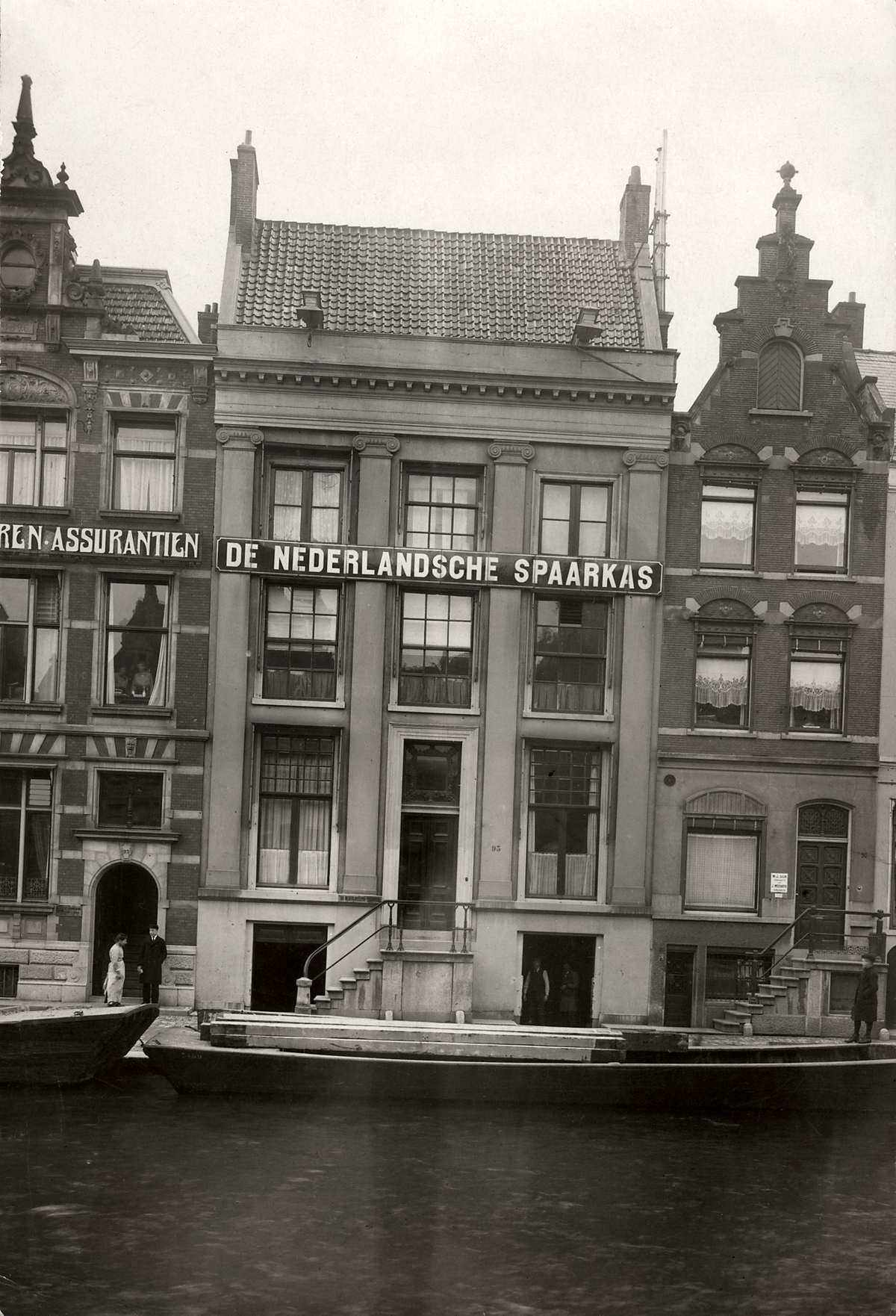
Nederlandsche Spaarkas 1916

## Verzekeringsspaarkas
De Nederlandse spaarkasondernemingen die vanaf 1900 ontstonden, baseerden hun spaarkas op het principe van het tontine-systeem. Deelnemers kunnen in een bepaald kalenderjaar inschrijven. Na afloop van dat jaar wordt de inschrijving stopgezet en wordt de spaarkas van het volgende jaar opengesteld. Afhankelijk van de belangstelling kan een spaarkasonderneming per jaar meerdere spaarkassen openen. Ze worden meestal genoemd naar het jaar: spaarkas 1907A, 1907B etc.

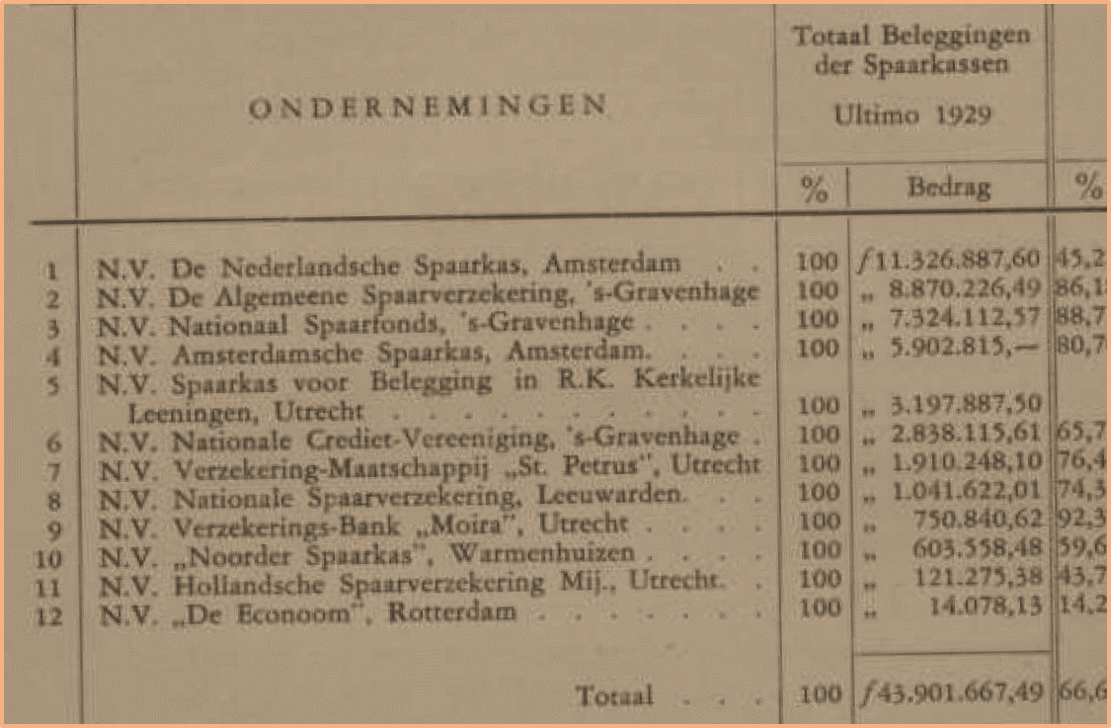
Overzicht Nederlandse spaarkassen in 1929

### Werkwijze
De deelnemers konden inschrijven voor een bepaald eindbedrag, dat ze via periodieke stortingen opbouwden. Zo ontstond een spaartegoed bestaande uit geldstortingen en beleggingsopbrengsten. De duur van de spaarkassen was meestal 12, 15 of 20 jaar, maar andere termijnen kwamen ook voor. 
Na afloop van die periode werd het totale spaartegoed verdeeld over de nog levende deelnemers. Voor een evenredige verdeling werd rekening gehouden met:
- De hoogte van de termijnbedragen
- De datum van inschrijving
- De periode waarover rendement kan worden gemaakt
- De sterftekans van de deelnemer.

De erfgenamen van overleden deelnemers kregen niets. De individuele spaarder kon dit overlijdensrisico dekken door een levensverzekering te sluiten. Naast het zuivere spaarkasbedrijf richtte de onderneming daarvoor een beperkt levensverzekeringbedrijf op, dat helemaal afgescheiden was van de spaarkas.

### Geboortejaarkas
De geboortejaarkas of overlevingskas was met name bedoeld om kinderen in hun geboortejaar in te schrijven, maar hij kende ook de mogelijkheid om een kind in later jaren alsnog in te schrijven. Zo publiceerde Verzekeringsbank Kosmos in 1863 een tabel met de bijdragen die moesten worden betaald als kinderen in later jaren alsnog werden ingeschreven voor de overlevingskas van hun geboortejaar. De tabel liep tot en met kinderen van negen jaar.

### De eerste spaarkasondernemingen in Nederland
- 1903 De Nederlandsche Spaarkas
- 1907 De Algemeene Spaarverzekering
- 1913 Nationaal Spaarfonds
- 1913 De Amsterdamsche Spaarkas

In de eerste twee decennia van de 20e eeuw starten er veel spaarkasondernemingen. In 1923 kreeg de Verzekeringskamer het toezicht op de spaarkassen en men benaderde 53 spaarkasondernemingen. Van de eerste 42 onderzochte voldeden slechts elf aan de eisen van de wet op het levensverzekeringsbedrijf. In 1931 was het aantal actieve spaarkasondernemingen teruggelopen tot tien. 